# Filtr (matematyka)
Filtr – rodzina w jakimś sensie dużych zbiorów. Duży zbiór powinien spełniać następujące własności:
- zbiór większy od dużego zbioru powinien być duży,
- zbiór pusty nie powinien być duży, ale cała przestrzeń (uniwersum) powinna być duża,
- część wspólna dwóch dużych zbiorów powinna być duża.

Rodzina zbiorów spełniająca powyższe wymagania (jako rodzina zbiorów dużych) jest właśnie filtrem zbiorów, patrz poniżej.
W topologii filtr jest wiązany z rodziną otoczeń punktu. I znowu spełnione są trzy wyżej wspomniane własności:
- zbiór zawierający otoczenie punktu jest także otoczeniem tego punktu,
- zbiór pusty nie jest otoczeniem punktu, ale cała przestrzeń topologiczna jest nim,
- część wspólna dwóch otoczeń punktu jest jego otoczeniem.

## Definicje formalne

### Filtry w porządkach
Niech {\displaystyle (P,\leqslant )} będzie porządkiem częściowym. Powiemy, że zbiór {\displaystyle F\subseteq P} jest filtrem w zbiorze uporządkowanym {\displaystyle P} jeśli następujące warunki są spełnione:
(i) {\displaystyle F\neq \varnothing ,}
(ii) jeśli {\displaystyle p,q\in P,} {\displaystyle p\leqslant q} oraz {\displaystyle p\in F,} to również {\displaystyle q\in F,}
(iii) jeśli {\displaystyle p,q\in F,} to można znaleźć {\displaystyle r\in F} taki że {\displaystyle r\leqslant p} oraz {\displaystyle r\leqslant q.}
Filtr {\displaystyle F} jest właściwy jeśli {\displaystyle F\neq P.} Jeśli {\displaystyle F=P,} to filtr jest niewłaściwy.
Jeśli porządek {\displaystyle (P,\leqslant )} jest półkratą dolną (dla każdych {\displaystyle p,q} istnieje kres dolny {\displaystyle p\wedge q}), to warunki (ii)+(iii) są równoważne z warunkiem
(iv) dla każdych {\displaystyle p,q\in P{:}} {\displaystyle p\wedge q\in F} wtedy i tylko wtedy, gdy ({\displaystyle p\in F} i {\displaystyle q\in F}).

### Filtr w algebrach Boole’a
Ponieważ algebra Boole’a jest także zbiorem częściowo uporządkowanym, to definicja filtru na porządkach częściowych może być przeniesiona bez zmian na algebry Boole’a. Możemy jednak wykorzystać fakt, że porządek boole’owski jest związany z operacjami algebry i możemy sformułować definicję filtru trochę inaczej.
Niech {\displaystyle (\mathbb {B} ,+,\cdot ,\sim ,\mathbf {0} ,\mathbf {1} )} będzie algebrą Boole’a. Powiemy, że zbiór {\displaystyle F} jest filtrem w algebrze Boole’a {\displaystyle \mathbb {B} } jeśli następujące warunki są spełnione:
(i) {\displaystyle \mathbf {1} \in F,}
(ii) jeśli {\displaystyle a,b\in \mathbb {B} ,} {\displaystyle a\leqslant b} (tzn. {\displaystyle a\cdot b=a}) oraz {\displaystyle a\in F,} to również {\displaystyle b\in F,}
(iii) jeśli {\displaystyle a,b\in F,} to {\displaystyle a\cdot b\in F.}
Filtr {\displaystyle F} jest właściwy jeśli dodatkowo
(iv) {\displaystyle \mathbf {0} \notin F.}
Należy podkreślić, że powyższa definicja i ta przeniesiona z porządków częściowych są równoważne.

### Filtr podzbiorów danego zbioru
Szczególnym przypadkiem algebry Boole’a jest rodzina wszystkich podzbiorów ustalonego zbioru {\displaystyle S} (z operacjami sumy, przekroju i dopełnienia zbiorów). Zatem sformułowana powyżej definicja filtru w algebrze Boole’a może być powtórzona bez zmian dla podzbiorów zbioru {\displaystyle S.} Sformułujemy tę definicję jeszcze raz dla podkreślenia znaczenia intuicji, że filtr to rodzina dużych podzbiorów {\displaystyle S}.
Niech {\displaystyle S} będzie niepustym zbiorem. Powiemy, że rodzina {\displaystyle F} podzbiorów zbioru {\displaystyle S} jest filtrem podzbiorów zbioru {\displaystyle S} jeśli następujące warunki są spełnione:
(i) jeśli {\displaystyle A\subseteq B\subseteq S} i {\displaystyle A\in F,} to również {\displaystyle B\in F,}
(ii) jeśli {\displaystyle A,B\in F,} to {\displaystyle A\cap B\in F,}
(iii) {\displaystyle \varnothing \notin F}.
Mówimy, że filtr {\displaystyle F} podzbiorów liczby kardynalnej {\displaystyle \kappa } jest jednorodny, gdy {\displaystyle [\kappa ]^{<\kappa }\cap F=\varnothing ,} tzn. filtr {\displaystyle F} nie zawiera podzbiorów zbioru {\displaystyle \kappa } mocy mniejszej niż {\displaystyle \kappa .}
Charakterem filtru {\displaystyle p\subseteq {\mathcal {P}}(\kappa )} nazywamy liczbę
{\displaystyle \chi (p)=\min\{|{\mathcal {A}}|:{\mathcal {A}}\subseteq p\wedge \forall _{B\in p}\exists _{A\in {\mathcal {A}}}|A\setminus B|<\kappa \}.}

### Filtr maksymalny
Filtr właściwy {\displaystyle F} w porządku częściowym {\displaystyle (P,\leqslant )} jest filtrem maksymalnym jeśli jedynym filtrem właściwym zawierającym {\displaystyle F} jest samo {\displaystyle F.}
Filtry maksymalne są też często nazywane ultrafiltrami, szczególnie w odniesieniu do filtrów w algebrach Boole’a i filtrów podzbiorów danego zbioru.

### Filtr pierwszy
Filtr właściwy {\displaystyle F} w górnej półkracie {\displaystyle (P,\vee )} jest filtrem pierwszym jeśli następujący warunek jest spełniony:
- dla każdych {\displaystyle p,q\in P{:}} {\displaystyle p\vee q\in F\;\Leftrightarrow } ({\displaystyle p\in F} albo {\displaystyle q\in F}).

Innymi słowy, filtr {\displaystyle F} jest filtrem pierwszym wtedy i tylko wtedy, gdy zbior {\displaystyle P\setminus F} jest ideałem pierwszym.
Jeśli {\displaystyle P} jest porządkiem liniowym, to każdy filtr jest filtrem pierwszym. Jeśli {\displaystyle P} jest kratą rozdzielną, to każdy filtr maksymalny jest filtrem pierwszym.
Jeśli {\displaystyle F} jest właściwym filtrem w algebrze Boole’a {\displaystyle B,} następujące warunki są równoważne:
- {\displaystyle F} jest filtrem maksymalnym,
- {\displaystyle F} jest filtrem pierwszym,
- dla każdego {\displaystyle b} w algebrze {\displaystyle B{:}} {\displaystyle \lnot (b\in F)\;\Leftrightarrow \;\sim b\in F.}

## Przykłady

### Filtry w algebrach Boole’a
- Rodzina tych borelowskich podzbiorów odcinka {\displaystyle [0,1],} które mają miarę Lebesgue’a równą 1 jest filtrem w algebrze borelowskich podzbiorów odcinka.

### Filtry podzbiorów danego zbioru
- Niech {\displaystyle S} będzie zbiorem nieskończonym. Rodzina {\displaystyle {\mathcal {F}}_{S}} tych podzbiorów {\displaystyle S} które mają dopełnienie skończone jest filtrem podzbiorów {\displaystyle S.} Jest on często nazywany filtrem Frécheta[1].
- Rodzina tych podzbiorów odcinka {\displaystyle [0,1]} które mają miarę Lebesgue’a 1 jest filtrem podzbiorów {\displaystyle [0,1].}
- Jeśli {\displaystyle {\mathcal {A}}} jest rodziną podzbiorów zbioru {\displaystyle X} z własnością skończonych przekrojów, to zbiór

{\displaystyle {\mathcal {F}}=\{A\subseteq X:A_{0}\cap \ldots \cap A_{n}\subseteq A} dla pewnych {\displaystyle A_{0},\dots ,A_{n}\in {\mathcal {A}},} {\displaystyle n\in \mathbb {N} \}}
jest filtrem podzbiorów {\displaystyle X.}
- Niech {\displaystyle \emptyset \neq A\subseteq X.} Wówczas {\displaystyle F_{A}=\{B\subseteq X:A\subseteq B\}} jest filtrem podzbiorów {\displaystyle X}[1]. Filtry tej postaci są nazywane filtrami głównymi.
- Rodzina wszystkich otoczeń pewnego punktu w przestrzeni topologicznej jest filtrem[3].
- Niech {\displaystyle \kappa } będzie nieprzeliczalną regularną liczbą kardynalną. Rozważmy rodzinę {\displaystyle {\mathcal {C}}_{\kappa }} domkniętych nieograniczonych podzbiorów {\displaystyle \kappa {:}} jest ona zamknięta na przekroje mocy mniejszej niż {\displaystyle \kappa .} Zatem {\displaystyle {\mathcal {D}}_{\kappa }=\{A\subseteq \kappa :(\exists B\in {\mathcal {C}}_{\kappa })(B\subseteq A)\}} jest filtrem (właściwym) podzbiorów {\displaystyle \kappa .}

## Własności i zastosowania
- Każdy właściwy filtr w algebrze Boole’a jest zawarty w pewnym filtrze maksymalnym (ultrafiltrze). (To twierdzenie, udowodnione przez Tarskiego, wymaga pewnej formy AC.)
- Twierdzenie Stone’a mówi, że każda algebra Boole’a jest izomorficzna z ciałem otwarto-domkniętych podzbiorów swojej przestrzeni ultrafiltrów.
- Jeśli {\displaystyle F} jest filtrem w algebrze Boole’a {\displaystyle \mathbb {B} ,} to {\displaystyle \{\sim a:a\in F\}} jest ideałem tej algebry.
- Filtry w częściowych porządkach są używane w teorii forsingu. Są one również kluczowe w sformułowaniach aksjomatów takich jak Aksjomat Martina.
- Ultrafiltry są używane w teorii modeli przy tworzeniu ultraproduktów modeli i jako takie mają duże znaczenie w tej dziedzinie matematyki. Okazały się one też być bardzo ważnymi w topologii, gdzie są używane do opisu uzwarceń przestrzeni topologicznych. W tym ostatnim kontekście ultrafiltry na zbiorze liczb naturalnych były intensywnie badane w drugiej połowie XX wieku jako elementy uzwarcenia Čecha-Stone’a {\displaystyle \beta \mathbb {N} } zbioru liczb naturalnych {\displaystyle \mathbb {N} .}
- Zupełne ultrafiltry są podstawą w rozważaniach dużych liczb kardynalnych. Filtr {\displaystyle F} podzbiorów zbioru {\displaystyle S} jest {\displaystyle \kappa }-zupełny jeśli przekrój mniej niż {\displaystyle \kappa } zbiorów z {\displaystyle F} należy do {\displaystyle F.} Liczba kardynalna {\displaystyle \kappa } jest mierzalna, jeśli istnieje {\displaystyle \kappa }-zupełny niegłówny ultrafiltr podzbiorów {\displaystyle \kappa .} Liczby mierzalne są punktem wyjściowym dla hierarchii dużych liczb kardynalnych.